# Kiera Chaplin

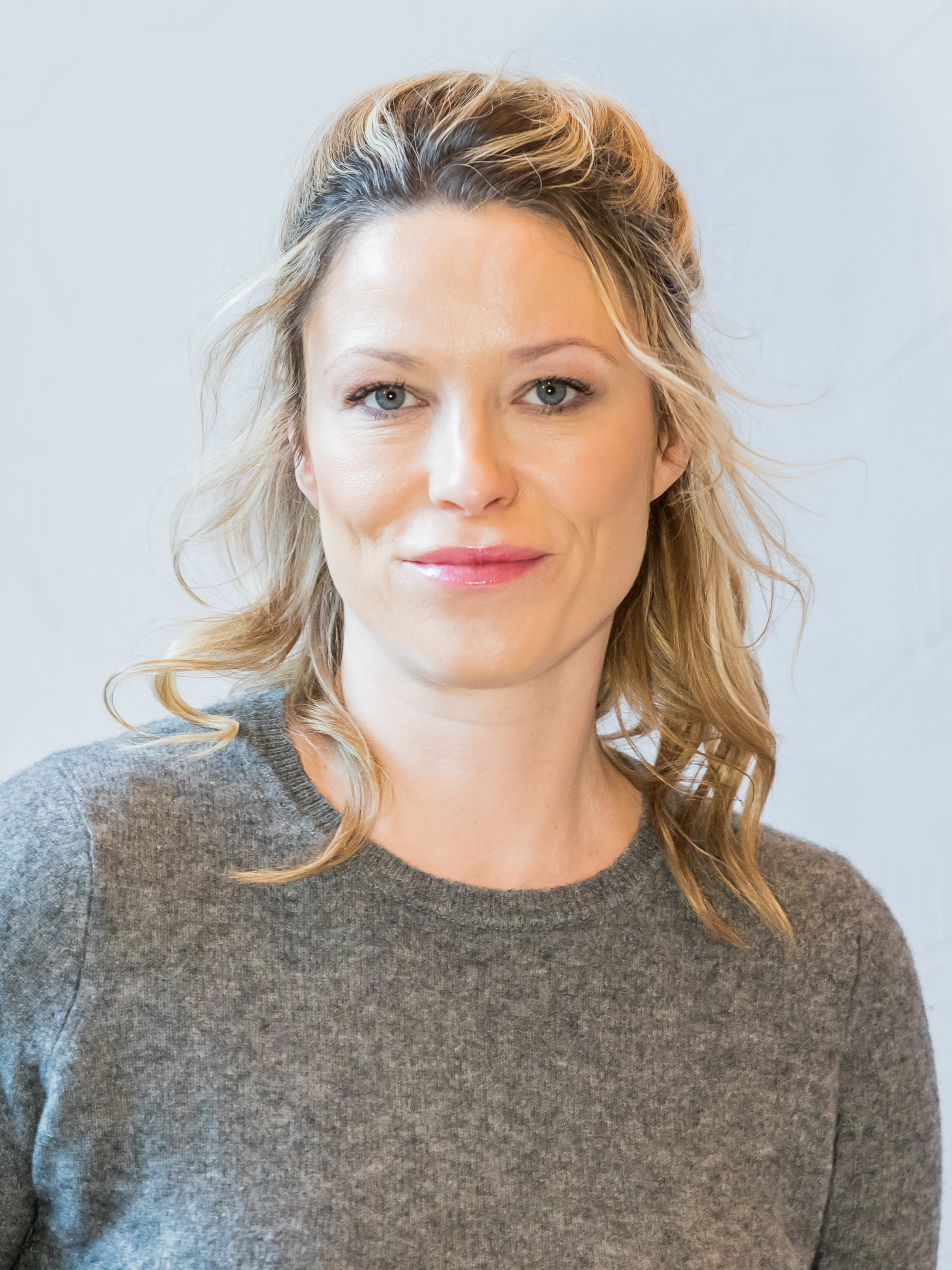
Kiera Chaplin (2020)

Kiera Victoria Chaplin (* 1. Juli 1982 in Belfast, Nordirland) ist ein britisches Fotomodell und Schauspielerin. Sie wuchs in Corsier-sur-Vevey in der Schweiz auf, lebte in Los Angeles und seit 2007 in New York.

## Leben
Ihre Eltern sind Bernadette McCready und Eugene Chaplin, ihr Großvater war Charlie Chaplin. Sie posierte für bekannte Magazine wie Vogue, Elle, Vanity Fair, Town & Country, People, GQ, Maxim, CosmoGirl oder Lucky und war 2002 im Pirelli-Kalender zu sehen. Neben ihrer Arbeit als Model ist Chaplin auch Filmschauspielerin und Produzentin. Sie war in Filmen wie The Importance of Being Earnest (2002), den Bollywood-Produktionen Yatna (2005) und Chaurahen, The Aimee Semple McPherson Story (2006), dem Peter Fonda-Film Japan (2008) und dem italienischen Drama Interno Giorno von Tommaso Rossellini (2011) zu sehen.
Chaplin war bis 2006 Aufsichtsratsvorsitzende und zu 30 Prozent an der Produktions- und Distributionsfirma Limelight Films, Inc. in Hollywood beteiligt.
In der Sunday Times Rich List 2012 wurde ihr Vermögen auf 36 Mio. € geschätzt.
Chaplin nützt ihre Bekanntheit, um sich für die Rechte von Frauen und Kindern einzusetzen. Seit März 2019 ist sie Präsidentin der von Menschenrechtsaktivistin, Model und Bestsellerautorin Waris Dirie gegründeten Fondation Fleur du Désert in Paris. Am 10. Januar 2020 eröffnete Chaplin die erste Kiera Chaplin Desert Flower Schule für 400 Kinder in Sierra Leone (Westafrika).

## Auszeichnung
- 2010 Vienna Fashion Award in der Kategorie Style Icon

## Filmografie
- 2001: Absolument fabuleux
- 2002: The Year That Trembled
- 2002: Ernst sein ist alles (The Importance of Being Earnest)
- 2005: Yatna
- 2006: Aimee Semple McPherson
- 2007: Chaurahen
- 2008: Japan
- 2011: Interno giorno